# Bolko Loft mh1
Bolko_Loft mh1 – jeden z pierwszych w Polsce loftów  , budynek mieszkalny przy ulicy Kruszcowej w Bytomiu, który powstał w latach 2002–2003 po modernizacji i adaptacji budynku lampowni dawnych Zakładów Górniczo-Hutniczych Orzeł Biały w Bytomiu    przy szybie Bolko .
Budynek lampowni pozostawał niewykorzystany od lat 90. XX wieku, tj. od czasu zamknięcia kopalni rud cynku i ołowiu.
Bolko Loft to budynek o jednej kondygnacji, wsparty na ośmiu żelbetowych słupach . Autorem projektu był Przemo Łukasik z biura architektonicznego Medusa Group Architects  .
Twórca projektu mieszka w nim  wraz z rodziną .
Realizacja została nominowana do Nagrody Unii Europejskiej w konkursie architektury współczesnej im. Miesa van der Rohe w 2004 roku, w 2006 roku została wybrana jako jedna z 20 najciekawszych prac architektonicznych w Polsce po 1989 w konkursie „Polska. Ikony architektury” ; zdobyła także I miejsce w Leonardo Competition w 2007 roku .
Na terenie Bolko Loftu wykonywano zdjęcia do filmu Lecha Majewskiego .